# 戈塔G轟炸機
戈塔G轟炸機是德國在第一次世界大戰時的重型轟炸機，在大戰期間主要用於轟炸英國，把死亡和恐懼帶給英國民眾。
戈塔公司創立於1898年，原本是造火車的工廠，1912年開設飛機研發部門才開始從事航空工業，在第一次世界大戰期間除了戈塔，LVG和西門子-舒克特也各生產了100架和80架。

## 基本資料(G-IV)
- 機長: 12.2米
- 翼展: 23.7米
- 機高: 3.9米
- 空重: 2413公斤
- 載重: 3648公斤
- 翼面積: 89.5平方米
- 發動機: 2俱戴姆勒D-1Va式水冷式發動機(馬力=260匹)
- 最快時速: 135公里/小時
- 續航時間: 6小時
- 昇限: 5000米
- 武裝:3支7.92毫米口徑MG14機槍+500公斤炸彈
- 乘員:3人

## 型號

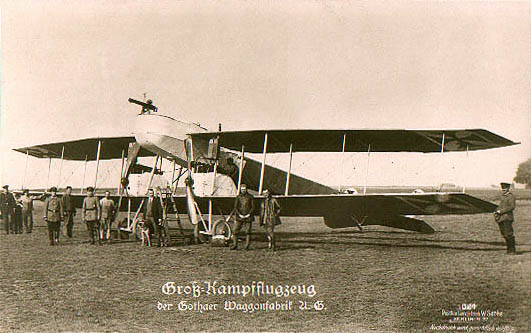
戈塔G-I轟炸機

- 戈塔G-I轟炸機
- 戈塔G-II轟炸機
- 戈塔G-III轟炸機
- 戈塔G-IV轟炸機
- 戈塔G-V轟炸機

## 發展簡史和設計特點

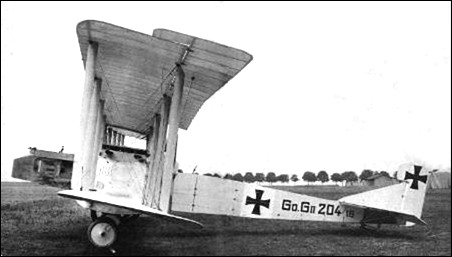
戈塔G-II轟炸機

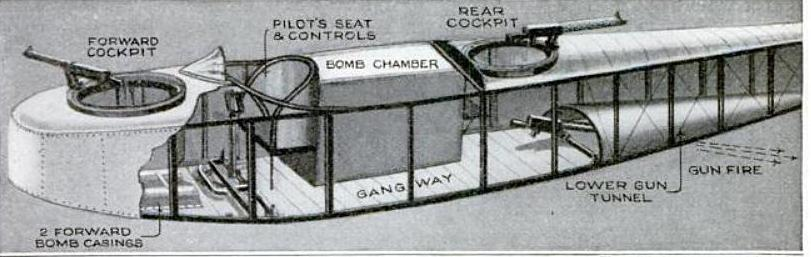
戈塔G轟炸機的機身結構

戈塔G轟炸機的三個座位和通道

戈塔G轟炸機原本由業餘的飛機設計師奧斯卡·厄西納斯(他的正職是一本名為《飛行運動雜誌》的社長)設計的，這是一架設計怪異的飛機尤其它的機身是和上機翼相連，但此機卻被德國軍方看中作為對地攻擊機，此機原名是「FU」但由於後來被戈塔公司買了專利權而改名為「戈塔G-I轟炸機」並生產了6架用於東線，後來戈塔公司的飛機設計師漢斯·布克哈德對其重新設計成為「戈塔G-II轟炸機」。
漢斯·布克哈德的設計是把其機身改為和下機翼連接而令其設計變得正規，機身前部是木來板而後部是帆布蒙皮，機身前座是投彈手/前方機槍手，中座是駕駛(飛行員)，後座是後方機槍手(要操作兩挺各指向後上方和後下方的機槍)，三名機員之間有通道相連。
戈塔G-II轟炸機采用兩俱戴姆勒D-1V發動機(220匹馬力)並採用後推式螺旋槳，所有炸彈皆被外掛於機身和機翼下方，飛行測試表明戈塔G-II轟炸機飛行性能良好但唯獨載彈量不及格(450公斤)而且發動機不穩定，故把其發動機改為戴姆勒D-1Va發動機(260匹馬力)，此謂「戈塔G-III轟炸機」。

## 實戰

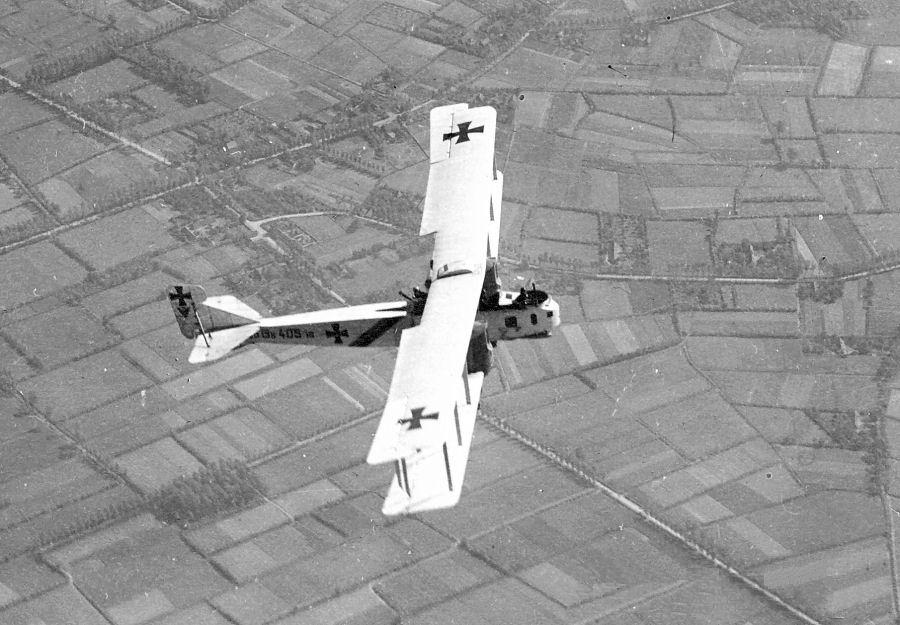
飛翔於英國上空的戈塔G轟炸機

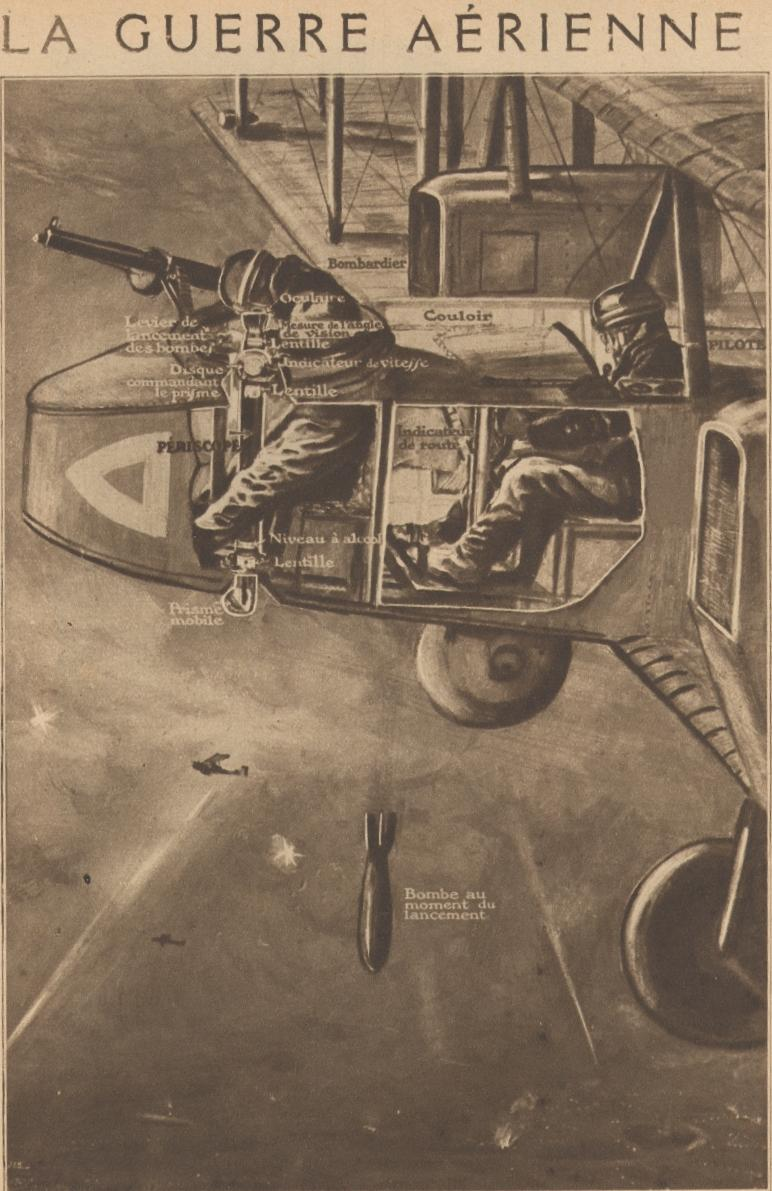
投彈手正在投彈

1916年秋天(日期不詳)一架戈塔G-III轟炸機在東線羅馬尼亞炸毀了一條橫越多瑙河的鐵橋而阻止了羅馬尼亞軍的調度。
1916年11月28日，戈塔G-IV轟炸機首次轟炸倫敦，目標是英國海軍總部大樓但誤炸在其附近的火車站，1917年5月25日，20多架戈塔G-IV轟炸機轟炸英國沿海城市福克斯通，當時的英國民眾見到一隊在天空的「人字形編隊」還以為是候鳥，但隨著炸彈下來人們才驚醒是德國轟炸機，此役大約投下了4噸炸彈並造成72人被炸死91人被炸傷，死傷者大部份是婦女和小童。
同年6月13日，17架戈塔G-IV轟炸機再次轟炸倫敦並投下了4.5噸炸彈，炸死162人炸傷450人，英國報界在當日發表「這已不是戰爭而是屠殺」，此17架戈塔G-IV轟炸機之後安全回航，其中一個原因是英國高射炮打不到它們飛的高度。
7月7日，戈塔G-IV轟炸機又炸死了54人和炸傷190人但有一架轟炸機被起飛的英國戰鬥機擊落，英軍當日也損失了兩架戰鬥機，而到了該年夏天結束時，戈塔G-IV轟炸機已和U艇並列為英國的兩個最大威脅。
在實戰當中也發現戈塔G-IV轟炸機由於其燃料箱和發動機是一體的，一旦發動機艙中彈，燃料箱很易會被打中而造成漏油引發火災，新的戈塔「G-V轟炸機」把燃料箱改為在機身內。
但隨著英國軍方對其本土的防空力量的加強，戈塔G轟炸機在英國上空的損失越來越多，於是改為夜間轟炸。
1918年5月19日，德軍出動38架戈塔G-IV和G-V轟炸機，此役被英軍擊落6架並有一架墜毀，之後德軍戈塔G轟炸機再也不轟炸英國，而在一年多的德軍對英國大轟炸當中總共投下了大約84740公斤炸彈，有24架戈塔G轟炸機被擊落，84架墜毀(大多在夜間)和36架雖然回來但由於傷得太嚴重要報廢。

## 使用國家
- 德意志帝國

### 戈塔G-IV使用國家
- 德意志帝國
- 奥匈帝国
- 荷蘭
- 波蘭